# Techirghiol
Techirghiol (historiskt namn: Tekirgöl) är en stad i Dobrudzja, Constanța județ i Rumänien. Staden ligger vid Techirghiolsjön och är känd som en kurort.

## Etymologi
Namnet Techirghiol härstammar från stadens tidigare turkiska namn Tekirgöl som betyder "Sjön vid Takir". Enligt legenden var Takir en blind och lam man som kom till Techirghiolsjön med sin gamla åsna. När han skulle dra bort åsnan från leran ska han blivit ha blivit botad och kunde därefter se och gå normalt igen. Tekir och hans åsna finns idag som en staty i stadens centrum.

## Personer från Techirghiol
- Jean Constantin, rumänsk skådespelare och komiker